# كفر طنبدي
كفر طنبدي إحدى قرى مركز شبين الكوم التابع لمحافظة المنوفية بجمهورية مصر العربية.

## التاريخ
قرية كفر طنبدي من القرى القديمة، حيث وردت باسم «اشنى» في أعمال المنوفية ضمن قرى الروك الصلاحي التي أحصاها ابن مماتي في كتاب قوانين الدواوين، وقال ابن مماتي أنها من كفور البتانون. كما وردت باسم «اشنى» في أعمال المنوفية ضمن قرى الروك الناصري التي أحصاها ابن الجيعان في كتاب «التحفة السنية بأسماء البلاد المصرية». وفي العصر العثماني وردت باسم «كفر طمبدي» في التربيع العثماني الذي أجراه الوالي العثماني سليمان باشا الخادم في عصر السلطان العثماني سليمان القانوني ضمن قرى ولاية المنوفية، وفي تاريخ 1228هـ/1813م الذي عدّ قرى مصر بعد المسح الذي قام به محمد علي باشا باسم «كفر طنبدي» ضمن قرى مديرية المنوفية.

## السكان
بلغ عدد سكان كفر طنبدي 16,063 نسمة، حسب الإحصاء الرسمي لعام 2006.